# フェルディナン・ゴベール・ダスプルモン＝リンデン

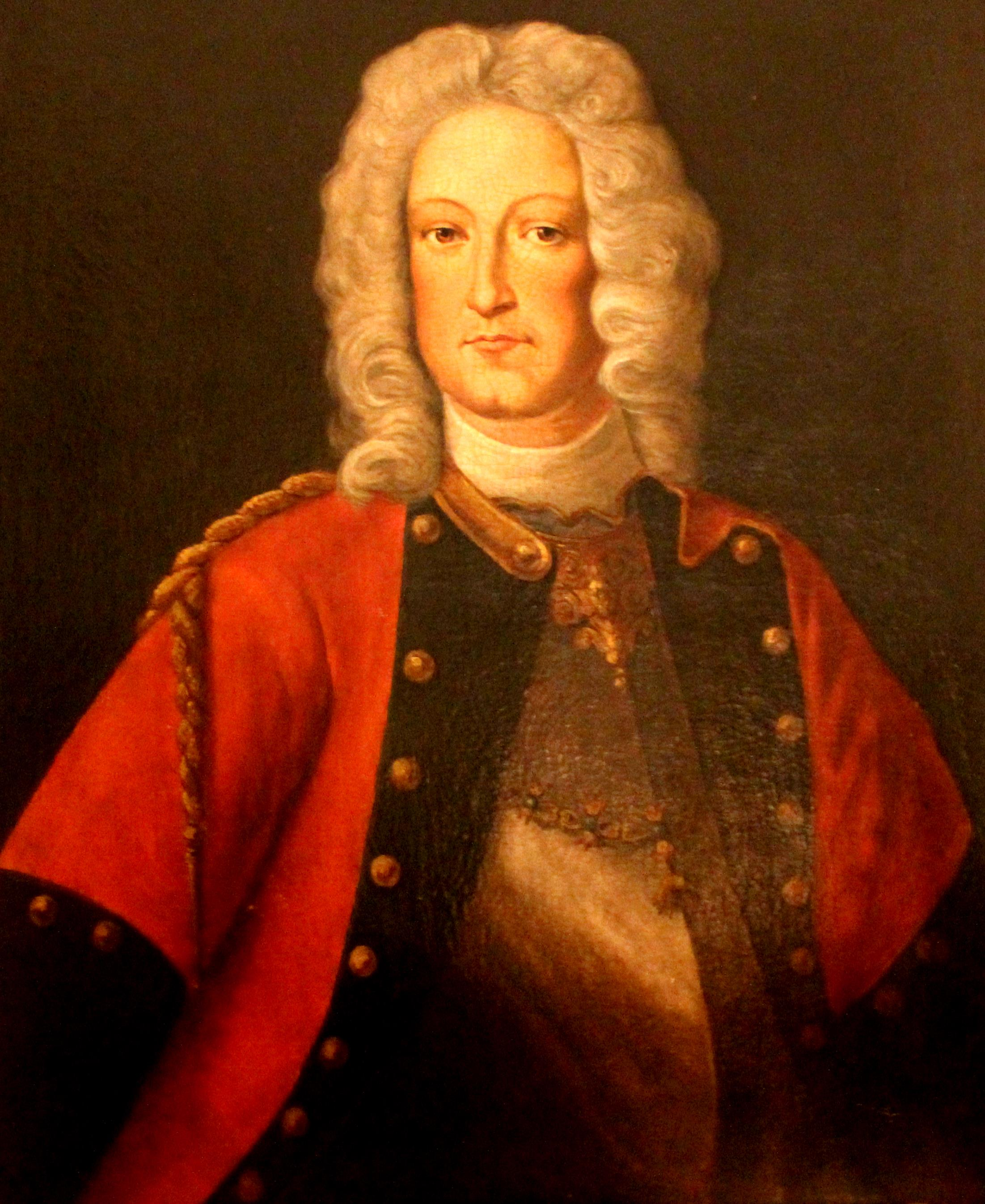
レックハイム伯フェルディナン・ゴベール・ダスプルモン＝リンデン

フェルディナン・ゴベール・ダスプルモン＝リンデン（Ferdinand Gobert d'Aspremont Lynden, Comte Impérial de Reckheim, 1645年頃 - 1708年2月1日）は、オーストリア領ネーデルラントの貴族、軍人。神聖ローマ皇帝（ハプスブルク帝国）軍の将軍、元帥。レックハイム帝国伯。ラーコーツィ・フェレンツ2世の義兄にあたる。

## 生涯
フェルディナン・ダスプルモン＝リンデン伯爵（1611年 - 1665年）とその妻エリーザベト・フォン・フュルステンベルク＝ハイリゲンベルク伯爵令嬢（1621年 - 1662年）の間の息子として、レックハイム（現ベルギー領リンブルフ州ラナケン郊外レケム）のアスプルモン＝リンデン城で生まれた。リンデン家は14世紀初頭にゲルデルン公国から出た家系で、先祖にあたる分枝アスプルモン＝リンデン家はリエージュ司教領の有力貴族層に名を連ねた。曾祖父のアルマン・ド・リンデンがハプスブルク家に仕え、家領レックハイムを帝国男爵領として認められた。1676年3月16日、神聖ローマ皇帝レオポルト1世はアスプルモン＝リンデン家の全ての成員に対し、伯爵の称号を名乗る権利を授けた。
アスプルモン＝リンデンは始めバイエルン選帝侯領に胸甲騎兵連隊の指揮官として仕え、頭角を現した。1679年、ナッサウ＝ディレンブルク侯ハインリヒの妹シャルロッテ（1643年 - 1686年）と最初の結婚をしたが、7年後に死別した。1683年、第二次ウィーン包囲戦に参加した。1686年、バイエルン選帝侯マクシミリアン2世エマヌエルの指揮下で、1686年のオーフェン占領に参加している。1690年、オスマン帝国の大宰相キョプリュリュ・ファズル・ムスタファ・パシャ率いるトルコ軍の侵攻からベオグラードを防衛する戦いを指揮するが、トルコ軍に敗退した。アスプルモン＝リンデンは自軍の半数が戦死した時点で見切りをつけ、共同で指揮を執っていたクロイ公爵と一緒に、残り半数の手勢を引き連れてドナウ川の反対岸に撤退した。
ベオグラード防衛の失敗後、アスプルモン＝リンデンはその責任を問われ、ウィーンでの蟄居を命じられた。翌1691年、莫大な資産を持つハンガリー人の公女ラーコーツィ・ユリアンナがウィーンの修道院に幽閉された。ユリアンナはハプスブルク家の敵対者であるイェレナ・ズリンスカの娘で、実父は先代のトランシルヴァニア公ラーコーツィ・フェレンツ1世だが、継父はトルコ人と同盟する当時のトランシルヴァニア公テケリ・イムレで、外祖父はマグナート陰謀の首謀者ペータル・ズリンスキであった。アスプルモン＝リンデンは密かにユリアンナと連絡を取り、ある晩、彼女と会うことが出来た。ウィーン司教エルンスト・フォン・トラウトゾンが密会現場に急行して2人を捕えたが、彼らを罪に問うことは出来なかった。アスプルモン＝リンデンはその夜のうちにユリアンナを連れ去り、2人はそのまま結婚した。この事件は皇帝レオポルト1世を非常に憤慨させた。
その後、大トルコ戦争従軍中の1697年、皇帝レオポルト1世により将軍に任命され、間もなく元帥に昇任した。また、所領としては父から受け継いだレックハイム伯領に加えて、後継者のいない親類からロレーヌ地方のアスプルモン＝ラ＝フォレ伯領をも相続した。また2番目の妻ユリアンナとの結婚により、ハンガリーにも広大な所領を持つことになった。
最初の妻との間に生まれた一人娘は修道女となった。後妻ユリアンナとの間には、シャルル・ゴベール・ダスプルモン＝リンデンを始めとする多くの子をもうけた。

## 引用
1. ↑  Félix Victor Goethals: Dictionnaire généalogique et héraldique des familles nobles du royaume de Belgique. 1, Polack-Duvivier, Brüssel 1849, S. 101
2. ↑  E. Vehse: Memoirs of the court of Austria. In: Secret memoirs of the courts of Europe from the 16th to the 19th century. 11–12, G. Barrie, Philadelphia 1900, S. 157f
3. ↑  J. M. Wolters: Notice historique sur l’ancien comté imperial de Reckheim dans la province actuelle de Limbourg. Gyselynck, Gand 1848, S. 68f
4. ↑  Franz Karl Wißgrill, Karl von Odelga (Hrsg.): Schauplatz des landsässigen nieder-oesterreichischen Adels vom Herren- und Ritterstande von dem XI.Jahrhundert an,bis auf jetzige Zeiten. 1, F.Seizer, Wien 1794, S. 168